# Mieczysław Kozłowski (chemik)
Mieczysław Kozłowski – polski chemik, dr hab. nauk chemicznych, profesor nadzwyczajny Zakładu Technologii Chemicznej Wydziału Chemii Uniwersytetu im. Adama Mickiewicza w Poznaniu.

## Życiorys
W 1984 ukończył studia chemiczne na Uniwersytecie im. Adama Mickiewicza, natomiast 29 listopada 1991 uzyskał doktorat za pracę pt. Redukcyjne alkilowanie węgli kamiennych, a 27 września 2004 uzyskał stopień doktora habilitowanego na podstawie rozprawy zatytułowanej Zastosowanie redukcji i alkilowania w badaniach struktury i właściwości węgli kopalnych.
19 grudnia 2014  nadano mu tytuł profesora nauk chemicznych. Pełni funkcję profesora nadzwyczajnego w  Zakładzie Technologii Chemicznej na Wydziale Chemii Uniwersytetu im. Adama Mickiewicza w Poznaniu.

## Wybrane publikacje
- Badania siarki w węglach za pomocą temperaturowo-programowanej redukcji[1]
- The Influence of Extraction with Organic Solvents n Coking Properties of Raw and Reduced Coals[1]
- 2008: Activated carbons as catalysts for decomposition of ethanol and methanol[1]
- 2011: Influence of activated carbon modifications on their catalytic activity in methanol and ethanol conversion reactions[1]
- 2015: Synthesis of tert-amyl methyl ether (TAME) over modified activated carbon catalysts[1]